# Kory Lichtensteiger
Kory Adam Lichtensteiger, född 22 mars 1985 i Van Wert i Ohio, är en amerikansk utövare av amerikansk fotboll (center) som spelar för Washington Redskins i NFL sedan 2010. Han spelade 2008 för Denver Broncos och 2009 för Minnesota Vikings. Lichtensteiger spelade collegefotboll för Bowling Green Falcons och han draftades 2008 av Denver Broncos i fjärde omgången.